# Kasım Pasha
Kasım Pasha o Kasem Pasha (en turco: Kasım Paşa; fl. 1442-1443) fue un general y gobernador otomano albanés, beylerbey de Rumelia y uno de los comandantes de las fuerzas otomanas durante la cruzada de Varna (1443-1444).
Cuando el beylerbey de Rumelia y visir Hadım Şehabeddin fue derrotado por Juan Hunyadi en 1442, fue reemplazado por Kasım Pasha en ambas posiciones.

## Cruzada de Varna
Al comienzo de la cruzada de Varna, Juan Hunyadi cruzó el Danubio y se dirigió hacia el sur a lo largo del río Morava para atacar a las fuerzas de Kasım Pasha antes de que pudiera movilizar a todo su ejército. Las fuerzas de caballería de 12 000 comandadas por Kasım fueron derrotadas cerca de Aleksinac durante la batalla de Niš en 1443. Después de una derrota otomana, las fuerzas en retirada de Kasım Pasha y Turahan Bey quemaron todas las aldeas entre Niš y Sofía. Turahan y Kasım se encontraron de nuevo en Sofía, desde donde Kasım envió el mensajero a Edirne para alertar al sultán.
Kasım Pasha comandó las fuerzas otomanas que persiguieron al ejército cristiano después de la batalla de Zlatitsa a finales de 1443. Su ejército fue derrotado el 24 de diciembre de 1444 en Melštica cerca de Sofía y muchos oficiales otomanos fueron capturados por el ejército cristiano.
Hubo una gran animosidad mutua entre Kasım y Turahan y algunas fuentes otomanas culpan a este último por la derrota de Kasım en Melštica alegando que el déspota de Serbia Đurađ Branković sobornó a Turahan para que no participara en la batalla que terminó con la derrota de su rival, Kasım.
Cuando el sultán desterró a Turahan a una prisión, Kasım supuestamente se quejó ante Çandarlı Halil Paşa de que los oficiales subordinados de Turahan también deberían ser desterrados. Cuando su denuncia fue rechazada, Kasım dimitió del cargo de beylerbey de Rumelia.